# Caetano Veloso (álbum de 1971)
Caetano Veloso é o terceiro álbum a solo de Caetano Veloso, editado em 1971 pela Philips. Composto durante o exílio político de Veloso em Londres, reflete essa experiência numa toada melancólica nos antípodas do fulgor dos seus álbuns anteriores. A maioria das canções deste álbum são cantadas em inglês.

## Contexto
Entre 1969 e 1971, Caetano morou em Chelsea, centro de Londres, por força do exílio a que fora submetido pela vigente ditadura militar brasileira. O músico dividiu a casa com seu amigo Gilberto Gil, também exilado; suas respectivas esposas; e o gerente deles, que chegara na Europa antes para buscar um novo lar para o grupo. Lisboa e Madrid foram descartadas logo de cara por conta das ditaduras a que ambos os países de que são capitais (Portugal e Espanha, respectivamente) estavam submetidos. Paris, capital francesa, também foi rejeitada por ter uma cena musical "entediante", segundo Gilberto. Londres foi considerada por eles a melhor cidade para um músico viver.
Caetano passou o primeiro ano de seu exílio desanimado e com saudades do Brasil, apesar de ter circulado muito pelo mundo musical com Gil, o que se traduziu em shows assistidos dos The Rolling Stones, ensaios realizados com músicos diversos e o primeiro contato deles com o reggae.
Um dia, ele foi abordado pelo produtor local Ralph Mace, que acabara de deixar a Philips Records (ex-gravadora de Caetano no Brasil), e recebeu a proposta de fazer um disco em inglês. Logo, o colega estadunidense Lou Reizner se juntou a Ralph, mas acabaria deixando o projeto perto do fim por conta de um desentendimento. Seu nome foi mantido nos créditos do disco, contudo.

## Gravação
O disco foi gravado em 1970. Foi a primeira vez que Caetano tocou violão num disco seu, por incentivo de Ralph; nos lançamentos anteriores, os produtores não o autorizavam a executar o instrumento. Caetano diria mais tarde que "se eu não tivesse sido preso e exilado, talvez nunca tocasse violão num disco." Caetano sugerira que Gil tocasse o violão no disco após mostrar a faixa "London London" a Ralph, mas este achava que se outra pessoa tocasse o violão, a canção "perderia a graça". Caetano era inseguro quanto às próprias habilidades, mas Ralph e Lou o convenceram de que as lacunas em suas habilidades eram, na verdade, "o charme da música".
A faixa "Maria Bethânia" é dedicada à sua irmã homônima à canção, e em sua letra o cantor pede que ela envie notícias do Brasil. Ao longo dos versos, Caetano transforma a palavra anglófona "better" (melhor) no segundo nome da irmã. Na parte instrumental, Caetano faz algumas improvisações acompanhado pelo mesmo quarteto de cordas que gravou "Eleanor Rigby", dos The Beatles.

## Legado
A faixa de abertura "A Little More Blue" foi parcialmente censurada pela ditadura então vigente no Brasil; os militares pensaram que a menção à atriz Libertad Lamarque na letra fosse uma alusão à liberdade do opositor do regime Carlos Lamarca.
"London, London" foi regravada pela banda brasileira de rock RPM em 1986 no disco Rádio Pirata ao Vivo. O jornalista Mauro Ferreira afirma que o sucesso "Che Sarà", de Jimmy Fontana, é um plágio desta música, que ele teria conhecido por meio de Gal Costa durante uma passagem pelo Brasil (a cantora lançara a música um ano antes).
Em 2010, Caetano descreveria o disco com "um documento da depressão" e diria que somente então ele realmente apreciava a música que fizera no exílio que, segundo ele, o ajudou a se tornar um músico mais criativo e uma pessoa mais forte.
Em 7 de março de 2021, em comemoração aos 50 anos do disco, Caetano tocou "London, London", "If You Hold a Stone", "Nine out of Ten" e "It's a Long Way" (estas últimas do álbum seguinte, Transa, também gravado durante exílio em Londres) ao vivo em uma live no Festival Cultura Inglesa.

## Faixas
Autoria das faixas conforme fonte.
Lado A
1. "A Little More Blue" (Caetano Veloso) – 4:44
2. "London, London" (Caetano Veloso) – 4:11
3. "Maria Bethânia" (Caetano Veloso) – 6:57

Lado B
1. "If You Hold a Stone"* (Caetano Veloso) – 6:02
2. "Shoot Me Dead" (Caetano Veloso) – 3:19
3. "In the Hot Sun of a Christmas Day" (Gilberto Gil, Caetano Veloso) – 3:13
4. "Asa Branca" (Luiz Gonzaga, Humberto Teixeira) – 7:26

- Contém trechos de "Marinheiro Só"[5][1] (domínio público) e "Quero Voltar pra Bahia" (Paulo Diniz / Odibar)[1]

## Recepção da crítica
| Críticas profissionais | Críticas profissionais |
| Avaliações da crítica  | Avaliações da crítica  |
| Fonte                  | Avaliação              |
| ---------------------- | ---------------------- |
| Allmusic               | [ 7 ]                  |

Numa análise lançada aos 50 anos do disco, o jornalista Mauro Ferreira chamou o álbum de "a mais perfeita tradução da alma triste do artista no período do exílio".

## Créditos
Conforme fonte.
- Caetano Veloso – vocal, violão
- Phil Ryan – orquestração e cordas
- Johnny Clamp – foto de capa
- Linda Glover – design da capa